# Levodropropizina
Levodropropizina é um fármaco antitussígeno. Sua potência é similar a codeína, mas não possui efeitos centrais. Trata-se de um isômero da dropropizina de ação periférica nos receptores tussígenos laringobronquiais. O medicamento é indicado em casos de tosse seca.